# Syntrichia bidentata
Syntrichia bidentata là một loài Rêu trong họ Pottiaceae. Loài này được (X.L. Bai) Ochyra mô tả khoa học đầu tiên năm 2002.